# Alfred Richard Osborne
Alfred Richard Osborne (Houston, 1942) è un fisico statunitense, docente, dal 1988, presso l'Università di Torino.
Osborne è stato ricercatore presso la NASA dal 1961 al 1974, quindi ha lavorato per la Exxon fino al 1982, occupandosi dell'interazione delle onde marine con le piattaforme petrolifere. Nel 1980 ha pubblicato un importante articolo su Science per la scoperta dei solitoni nelle isole Andamane.
Dal 1980 al 1988 è stato ricercatore ex art. 36 presso il CNR (Istituto di Cosmogeofisica di Torino), mentre, dal 1988, è professore di Fisica all'Università di Torino, dove, dal 1996 al 2011, ha insegnato Oceanografia. Tra i tanti lavori di ricerca, Osborne ha pubblicato due importanti monografie: Nonlinear Ocean Waves and the Inverse Scattering Transform (Academic Press, Boston, 2010) e Rogue Waves and Holes in the Sea (Elsevier, New York, 2012).